# Vadmal
Vadmal (i bestämd form vadmalen eller vadmalet) är idag ett vävt tyg av ylle behandlat i en vadmalsstamp där tyget valkas ihop av vatten och rörelse. Det ger ett tätt, varmt och vattenavstötande tyg som är slitstarkare än ylletyg utan mekanisk bearbetning. Vadmal, liksom kläde, vävs av kardullgarn. Det kännetecknande för vadmalen är att man inte längre kan urskilja bindning eller enskilda trådar.

## Historik
Betydelsen av ordet vadmal har ändrats över tid och under medeltiden var det ett namn för inhemskt producerat tyg, till skillnad mot kläde som var importerat. Exakt hur vadmal såg ut under medeltiden vet man inte, men man kan anta att den kunde vara både valkad och ovalkad. Grönland var under medeltiden känd för sin vadmal, och de arkeologiska fynden därifrån visar ovalkad vadmal.

### På Island
Enligt Njals saga, som handlar om Island på 900- och 1000-talet, var vadmal det viktigaste isländska betalningsmedlet på den tiden. Vadmalstyget, som användes som valuta, var två alnar bred väv (ca 1 meter). 6 alnar vadmal = 1 öre. 48 alnar vadmal = 1 mark. 120 alnar vadmal = 1 hundrade.

### I Sverige
Bland de textilfynd som gjorts i Lödöse, med dateringar från 1300–1600-tal, norr om Göteborg, är det mest förekommande tyget ett grovt ovalkat tyg som troligen är vadmal, medan kläde är sällsynt, vilket också uppmärksammats. Enligt NE omnämns vadmal i skrifter från 1292. Bockstensmannens kläder (tidigt 1300-tal) var av valkat ylletyg. Redan på 1600-talet kompletterade karelska handelsmän vid sina handelsresor till Torneå med vadmal och hampväv i lasten. Vadmalsstamp finns bland annat i Dalkarlsberg väster om Nora. Vadmalstyg har likheter med det ylletyg som kallades för kläde men vadmal kunde tillverkas av den svenska ullkvalitet som fanns att tillgå. Den svenska armén använde vadmal till div. persedlar och munderingar. Ibland som ersättning för kläde men oftast ville man ha just vadmal till tex hästtäcken, viskdukar, pajrockar, karpuser, västar, damasker, strumpor, byxor etc.
Vadmalstillverkning finns nu med på den nationella förteckningen över levande kulturarv, enligt Unescos konvention om tryggande av immateriellt kulturarv.

## Etymologi
Det finns många dialektala varianter, till exempel wanmal, walmal, vallman, valmar. Men dess egentliga betydelse är inte sprungen ur dess tillverkningssätt (valkningen), utan ur orden våd = bredden på ett tygstycke och mål = mått. Orsaken är att tyg användes som betalningsmedel. I stället för med silver betalade man alltså med en viss längd av ett tyg med bestämd bredd. Växelkursen reglerades i landskapslagen. 
Enligt östgötalagen var en "mark wadhmala" = 96 alnar lika mycket värt som en vägd mark silver. En mark var 8 öre och ett öre 3 örtugar; det gick alltså 24 örtugar på en mark, varvid östgötalagens aln vadmal var värd en fjärdedels örtug.
En annan uppgift omtalar att på Island värdet på 6 alnar vadmal motsvarade ett öre silver. Den isländska alnen var 56 cm lång och isländskt vadmal var cirka 1 meter bred. Kursen är alltså inte densamma som i Östergötland, men då känner vi inte till något om tygkvalitet samt tygbredd i Östergötland och om silvrets renhet.
Vadmal kan ses som en sammansättning av fornsvenska vaþ = ylletyg och likaledes fornsvenska mal = mått, d.v.s. en viss mängd ylletyg. Besläktat därmed är engelska weeds = dräkt; därav tweed, ett slags tyg som kan användas till kläder (jämför kläde). Dessa ord har ett gemensamt germanskt ursprung, som kan härledas från latin vas = borgen, alltså en utfästelse om pengar eller pengars värde. Därav vadslagning som är ett avtal om pengar. Besläktat därmed är vädja och engelska wed = att gifta sig, varvid man ingår ett avtal. Ett annat besläktat ord är väska, som ytterst är en sammansättning av en våd kläde varav man tillverkar en säck. (Jämför kappsäck av latin cappa = mantel, kåpa; därav engelska cape.